# Kloub (mechanika)

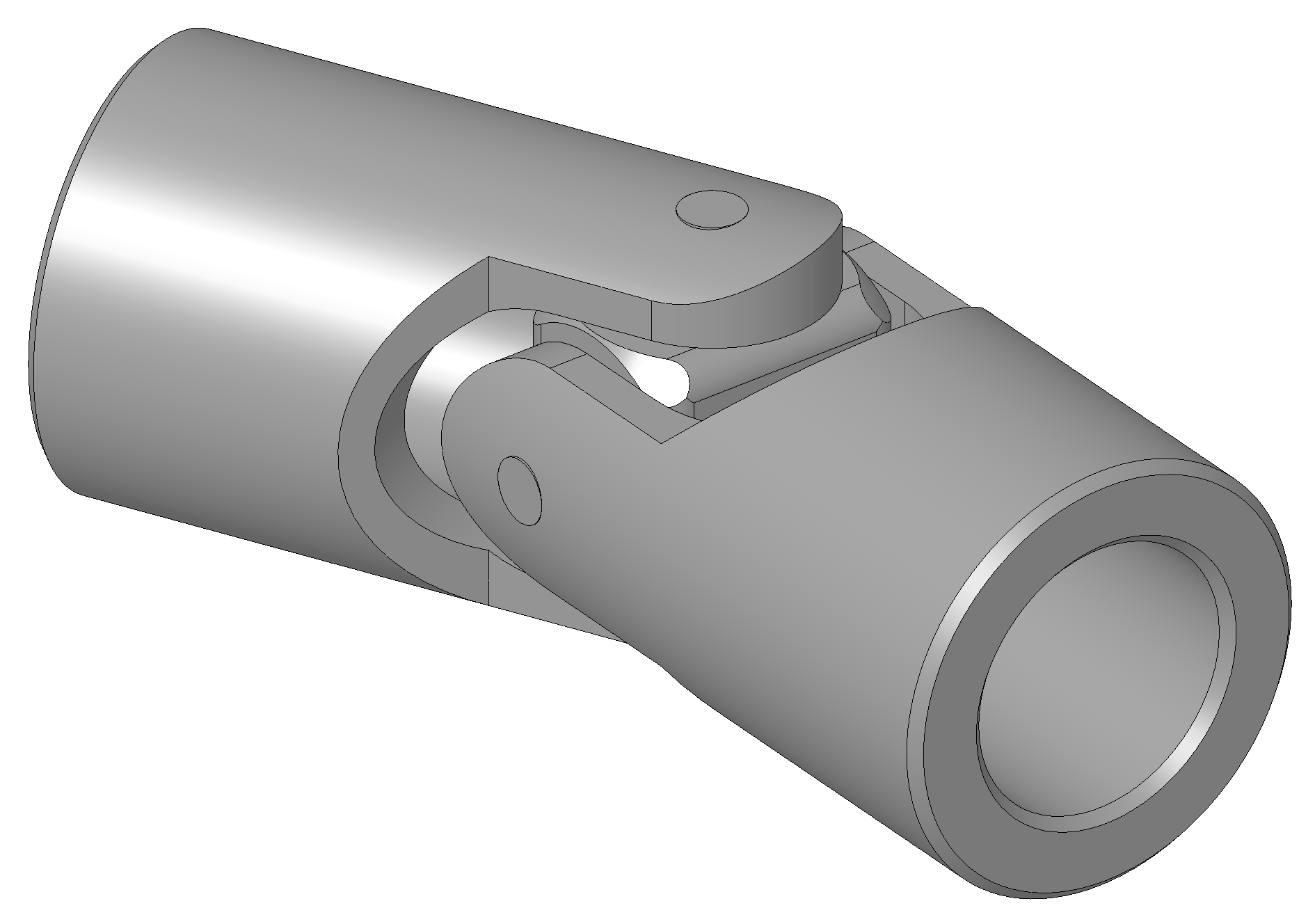
Kardanův kloub

Kloub je spojení vzájemně se stýkajících prvků nějakého mechanismu či organismu, které však umožňuje nějaký jejich vzájemný pohyb. Podle typu kloubu se liší počet stupňů volnosti tohoto pohybu. Například posuvný či otočný kloub mají jeden stupeň volnosti, kardanův kloub dva atd.
Uvnitř kloubu působí určité mechanické namáhání – zatížení (tah, tlak, ohyb, krut …).
Klouby lze dělit různými způsoby např. nejprve podle vztahu k mechanice a biologii nebo biomechanice:
- mechanické klouby (např. stroje, mechanismy, roboty ...) - vytvořené člověkem.
- organické či biologické klouby (např. klouby či paklouby končetin živých organismů) - vzniklé růstem, vývojem či deformitou organismu.
- klouby mechanicko-organické (např. částečná nebo totální endoprotéza, bionické klouby) - uměle vloženy do existujícího organismu.

Druhým základním dělením může být také stupeň idealizace popisu mechanických vlastností kloubů:
- ideální klouby (např. nahrazení kloubu bodem, zanedbání vlivu tření, styčník ...) - výhodou je jednodušší matematický popis.
- reálné klouby - komplexnější, ale složitější matematický popis.

Třetím základním dělením může být podle stupňů volnosti:
- rovinné (2D) klouby.
- prostorové (3D) klouby.

Příklady kloubů
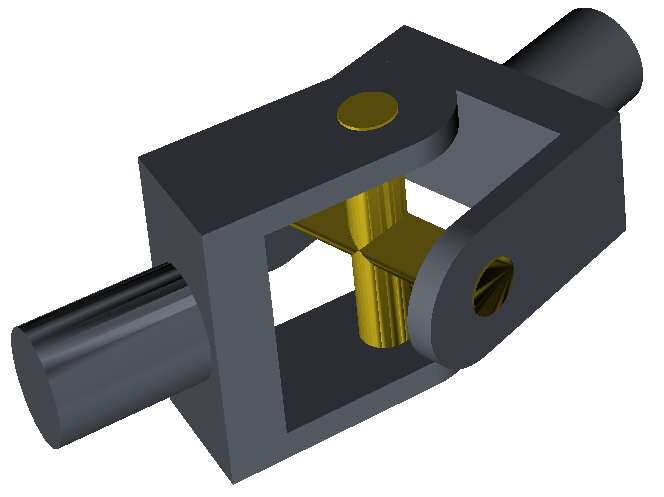
Jednoduchý Kardanův kloub
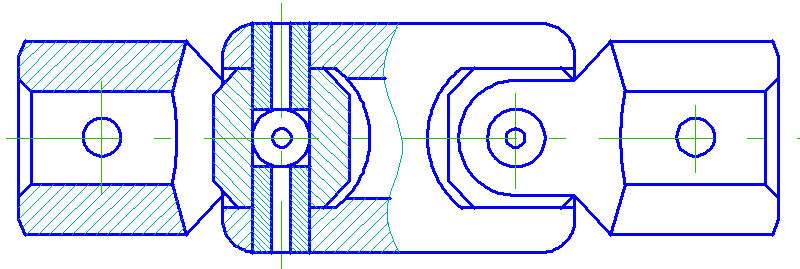
Dvojitý Kardanův kloub
Kuličkový homokinetický kloub
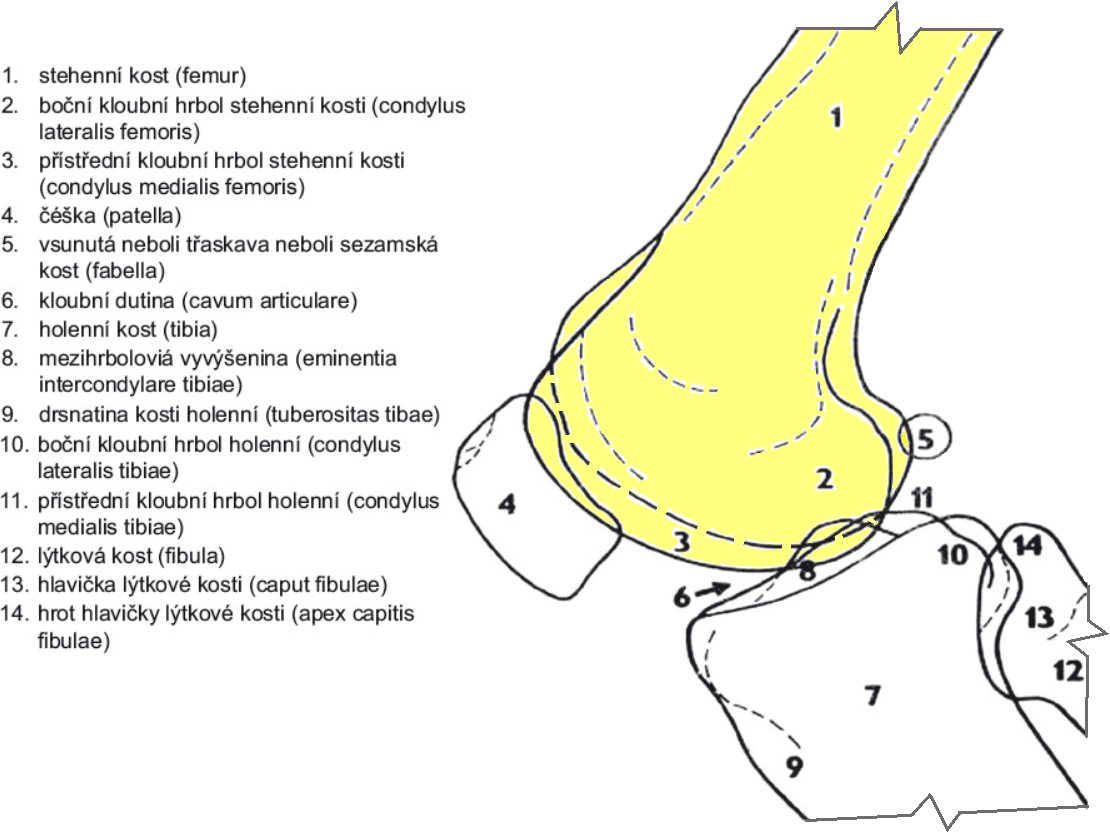
Anatomie kolenního kloubu (articulatio genus)
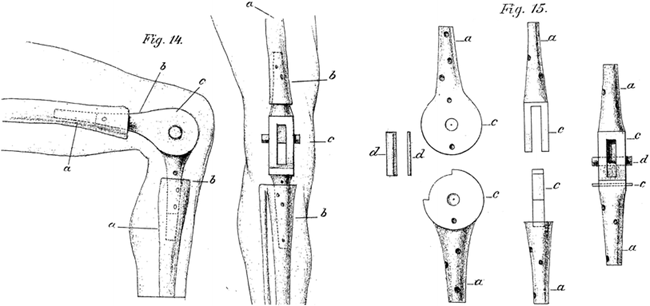
První totální endoprotéza na světě, kterou vynalezl a aplikoval Themistocles Gluck.
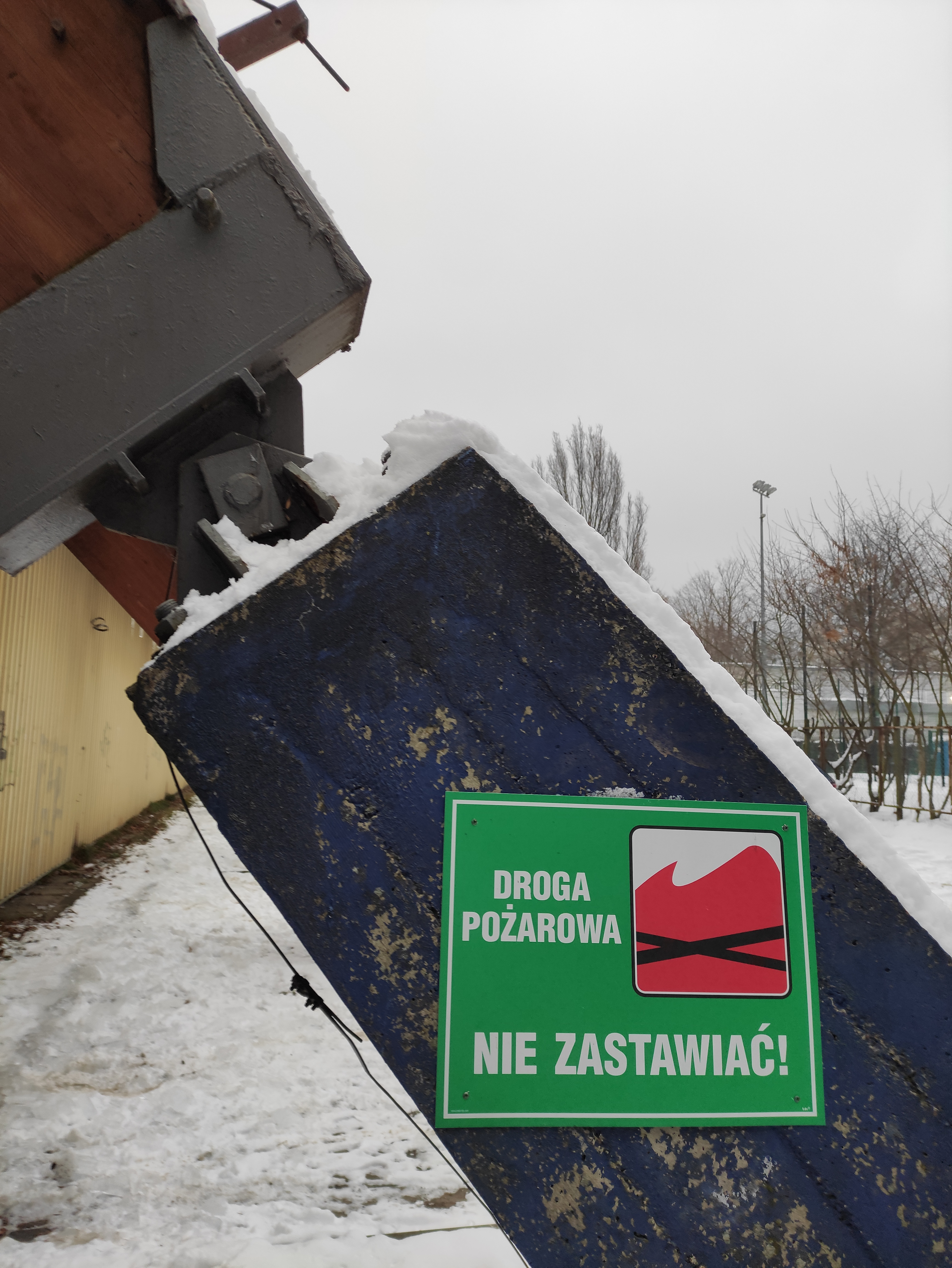
Klubová podpora stavby (Sopoty, Polsko)